# Anomis obusta
Anomis obusta är en fjärilsart som beskrevs av Paul Dognin 1912. Anomis obusta ingår i släktet Anomis och familjen nattflyn. Inga underarter finns listade i Catalogue of Life.